# Турищева Людмила Іванівна
Людми́ла Іва́нівна Тури́щева (7 жовтня 1952, Грозний, Російська РФСР) — радянська гімнастка, чотириразова олімпійська чемпіонка, дев'ятиразова призерка Олімпійський ігор, згодом — українська радянська та українська тренерка зі спортивної гімнастики та спортивна функціонерка.

## Біографічні дані
Розпочала займатися гімнастикою в 1965 році, а вже в 1967-му почала виступати за збірну СРСР. Її тренером був Владислав Растороцький, який пізніше також тренував Наталію Шапошникову і Наталію Юрченко. На Літніх Олімпійських іграх 1968 року, коли їй ледь виповнилося 16, вона стала олімпійською чемпіонкою в складі збірної СРСР, і посіла 24-е місце в абсолютному заліку.
Через два роки Турищева вже була лідером радянської команди. З 1970 по 1974 роки вона домінувала майже в усіх значних міжнародних змаганнях, вигравши чемпіонат світу в абсолютному заліку в 1970 і 1974 роках, чемпіонати Європи 1971-го і 1973 років, Кубок світу в 1975 році. Вона вважалася втіленням радянського класичного стилю: грація, елегантність, бездоганна форма й сильна техніка.
На мюнхенській Олімпіаді 1972-го року Людмилу Турищеву розцінювали як фаворитку, але вона опинилася в тіні раптової популярності телегенічної співвітчизниці Ольги Корбут. Проте Корбут впала з різновисоких брусів, і Турищева здобула золоту медаль. У фіналах на окремих предметах їй пощастило менше. Вона кваліфікувалася у всіх чотирьох видах, але виграла тільки срібло і бронзу. Турищева була однією з перших гімнасток, які використовували у вільних вправах на міжнародних змаганнях два різні музичні супроводи. У командних змаганнях на Олімпіаді вона виконувала вільні справи під марш Ісака Дунаєвського з фільму «Цирк», а в абсолютних змаганнях — музику Франца Ґроте із фільму «Die Frau meiner Träume».
На чемпіонаті Європи 1975 року Людмила Турищева здобула тільки третє місце в абсолютній першості, поступившись золотом тринадцятирічній Наді Команечі. Команечі також виграла опорний стрибок, бруси і колоду. Друге місце зайняла співвітчизниця Турищевої Неллі Кім. Вона ж виграла вільні вправи. Однак, пізніше, того ж року Турищева взяла реванш, вигравши Кубок світу.
Страждаючи від травми спини, Турищева завершила свою третю Олімпіаду в Монреалі, втретє вигравши золото в командному заліку. В абсолютному заліку вона була третьою, після Команечі й Кім. Хоча Людмила програла Неллі Кім в опорному стрибку й вільних вправах, вона виступила на цих предметах краще, ніж Команечі, здобувши срібло, тож її загальний олімпійський здобуток 4 золоті медалі, три срібні й дві бронзові.
У 1980 році британський журналіст Девід Ганн писав про Турищеву «(вона) ніколи не мала наглого блиску своїх супротивниць, але її граціозний спокій був неперевершеним». Справді, Людмила була відома спокоєм на змаганнях. На одному зі своїх найвідоміших виступів, кубку світу 1975-го року, що проходив на Вемблі в Лондоні, усіх глядачів вразив гучний ляск зламаного металевого гаку, яким були закріплені троси, що підтримували бруси. Бруси буквально розвалилися й гепнули на землю, як лише вона завершила зіскок. Турищева привітала суддів і спокійно зійшла з помосту, навіть не озирнувшись на залишки предмету. Вона виграла абсолютну першість і золото у кожній вправі. Згодом, через багато років вона розповідала, що в ту мить пам'ятала лише одне — завершити вправу й «прилипнути». Її тренер Владислав Растороцький говорив про неї: «Людмила боротиметься до смерті в будь-якій ситуації».
Людмила Турищева також відома ґречною поведінкою. На Олімпіаді 1976 року вона, перш ніж отримати власну нарогоду, обійшла п'єдестал, щоб особисто привітати чемпіонку, Надю Команечі, й потиснути їй руку.
У 1974 році Людмила Турищева закінчила Ростовський педагогічний інститут, у 1986 році — закінчила аспірантуру Державного інституту фізичної культури імені Лесгафта і в тому ж році захистила кандидатську дисертацію.
У 1977 році Турищева одружилася зі спринтером Валерієм Борзовим, дворазовим олімпійським чемпіоном мюнхенської Олімпіади. У 1978 році народила дочку Тетяну. У 1981 році Людмилу Турищеву обрали до Міжнародної федерації спортивної гімнастики. Вона залишилася в гімнастиці, працюючи тренеркою, міжнародною суддею й офіційною представницею Федерації гімнастики України.
За свій вклад у гімнастику Людмила Турищева отримала численні нагороди (Орден Трудового Червоного Прапора (1972), Орден Леніна (1976), Олімпійський орден (1978), Орден «За заслуги» ІІІ ступеня (Указ N 753/96), Орден княгині Ольги ІІІ ступеня (2009)), а також відзнаку Міжнародного олімпійського комітету «Жінки в спорті». У 1988 році вона була введена до Міжнародної гімнастичної зали слави.